# Road (zespół muzyczny)
Road – węgierska rockowa grupa muzyczna, założona w 2004 roku. Trzy albumy grupy zajęły pierwsze miejsce na węgierskiej Top 40 album- és válogatáslemez-lista.

## Dyskografia

### Albumy
- Nem kell más (2004)
- Második harapás (2006)
- Aranylemez (2008)
- Heves megye lordjai (DVD+CD, 2009)
- Emberteremtő (2010)
- Tegyük fel… (2013)
- M. A. T. T. (2015)
- Tizenhét (składanka, 2017)
- A tökéletesség hibája (2018)

### DVD
- Heves megye lordjai (2009)
- Road Movie X Jubileumi DVD (2014)

## Skład zespołu
- Máté Molnár – wokal, gitara basowa
- Imre „Imi” Kádár – gitara
- B. Zsolt „Goya” Golyán – gitara
- Erik Szabó – perkusja